# Araeopus narbonensis
Araeopus narbonensis är en insektsart som först beskrevs av Ribaut 1934.  Araeopus narbonensis ingår i släktet Araeopus och familjen sporrstritar. Inga underarter finns listade i Catalogue of Life.